# Waggoner
Waggoner és una població dels Estats Units a l'estat d'Illinois. Segons el cens del 2000 tenia 245 habitants.

## Demografia
Segons el cens del 2000, Waggoner tenia 245 habitants, 93 habitatges, i 65 famílies. La densitat de població era de 363,8 habitants/km².
Dels 93 habitatges en un 35,5% hi vivien nens de menys de 18 anys, en un 55,9% hi vivien parelles casades, en un 8,6% dones solteres, i en un 30,1% no eren unitats familiars. En el 21,5% dels habitatges hi vivien persones soles el 10,8% de les quals corresponia a persones de 65 anys o més que vivien soles. El nombre mitjà de persones vivint en cada habitatge era de 2,63 i el nombre mitjà de persones que vivien en cada família era de 3,09.
Per edats la població es repartia de la següent manera: un 26,9% tenia menys de 18 anys, un 13,9% entre 18 i 24, un 33,1% entre 25 i 44, un 13,5% de 45 a 60 i un 12,7% 65 anys o més.
L'edat mediana era de 30 anys. Per cada 100 dones de 18 o més anys hi havia 98,9 homes.
La renda mediana per habitatge era de 30.938 $ i la renda mediana per família de 40.125 $. Els homes tenien una renda mediana de 36.250 $ mentre que les dones 22.083 $. La renda per capita de la població era de 12.534 $. Aproximadament el 6,3% de les famílies i el 12,3% de la població estaven per davall del llindar de pobresa.

## Poblacions més properes
El següent diagrama mostra les poblacions més properes.